# Paradentalium infractum
Paradentalium infractum is een Scaphopodasoort uit de familie van de Dentaliidae. De wetenschappelijke naam van de soort is voor het eerst geldig gepubliceerd in 1931 door Odhner.